# Yamaha RD
Con la sigla RD la casa motociclistica giapponese Yamaha ha contrassegnato vari tipi di motocicletta in produzione dal 1973 al 1988.
I vari modelli, di connotazione sportiva, sono stati resi disponibili in cilindrate da 125, 200, 250, 350, 400 e 500 cm³, con propulsori a due tempi sia dotati di raffreddamento ad aria che di raffreddamento a liquido (questi ultimi riconoscibili dalla sigla terminale LC). Per quanto riguarda l'aspetto estetico, originariamente si trattava di moto naked ma, per quanto riguarda le cilindrate 350 e 500, sono state presentate anche versioni dotate di carenatura.

## RD 125
Questa moto è stata prodotta in varie serie e in un'unica versione naked, la prima serie, prodotta dal 1976 al 1977, ha la linea molto simile al modello RD 350, ma con un serbatoio più filiforme e di minore capacità, e una sella meno imbottita, il resto della moto era identico, se non per la colorazione e ovviamente il blocco motore.
La seconda serie, prodotta dal 1978 al 1981 era molto diversa esteticamente e venne denominata "DX" (sigla non riportata sulle carenature), la Yamaha RD 125 DX era, a differenza della prima serie, dotata di un serbatoio molto squadrato, una sella leggermente preformata per il passeggero e pilota, il parafango anteriore con attacchi diversi alle forcelle.
La terza serie, prodotta nel 1982 era molto diversa da entrambe le versioni precedenti e prende la denominazione "LC" in seguito all'adozione del raffreddamento a liquido, la sospensione posteriore passa da doppio ammortizzatore (double cross) a sospensione singola, l'espansione ora non è più uguale ai silenziatori dei quattro tempi ma incomincia a prendere le forme delle espansioni più moderne, la sella ora è molto preformata per la seduta del passeggero e del pilota mentre il serbatoio è ritornato ad avere delle linee morbide. Il nuovo motore passa da bicilindrico a monocilindrico, aumentando però la potenza da 16 CV a 20 CV, i freni vengono leggermente maggiorati, tutto il resto dei componenti rimane uguale.

## RD 200
Questa moto è stata prodotta in varie serie in una versione naked: la prima serie, prodotta dal 1974 al 1977, ha la linea molto simile al modello RD 350 e identica al modello con motore 125, con solo piccole differenze nella colorazione del serbatoio e nelle imbottiture della sella.
La seconda serie, prodotta dal 1978 al 1979 seguiva le evoluzioni estetiche del modello di cilindrata inferiore.

## RD 250
La cilindrata da 250 cm³ è stata introdotta sin dall'inizio della serie RD unitamente a quella di cilindrata superiore di 350 cm³. Nelle sue varie evoluzioni ha seguito le orme delle altre con la particolarità che nei primi due anni di produzione la moto era disponibile con il cambio a 5 marce o a 6 marce mentre in seguito verrà adottato il solo cambio a sei marce.
Nella terza serie, dopo il passaggio al raffreddamento a liquido, il propulsore erogava 38CV contro i 30 delle versioni precedenti.
Questa versione è rimasta in catalogo sino al 1983.
La quarta serie presentava una nuova livrea, un cupolino, una sospensione posteriore progressiva, mentre il motore era dotato di valvole allo scarico ed erogava 43 cavalli. È stata importata in diversi mercati europei, ma non in Italia, fino al 1987.

## RD 350
La RD 350 è stata prodotta dal 1973 al 1994.
Nei primi mesi del 1973 veniva importata con motore di 357 cm³, poi ridotto a 347 cm³ per ragioni fiscali. Anche la denominazione iniziale, R3 - R5 è diversa ed assume definitivamente quella di RD 350 nel 1973, nei primi due anni di produzione la moto era disponibile sia con un cambio a cinque che a sei marce, dopo venne solo prodotta la versione a sei marce.
Nel 1979 la moto subisce una radicale trasformazione, abbandonando la precedente impostazione turistica per assumere vesti maggiormente sportive e, per adeguarlo alle norme sulle emissioni, anche il motore viene dotato di raffreddamento a liquido, prendendo il nome di RD 350 LC ("Liquid Cooling").
Nella versione modificata del 1983, denominata RD 350 YPVS, il telaio e le sospensioni vengono irrigiditi, mentre il serbatoio viene maggiorato a 20 litri, oltre a predisporre la carrozzeria per un tipo di giuda sportiveggiante, mentre alcune versioni verranno anche dotate di carenatura integrale, come la versione "F".
Nel 1986 la moto viene ulteriormente rivista, come il serbatoio più piccolo e le nuove carenature.

## RD 400

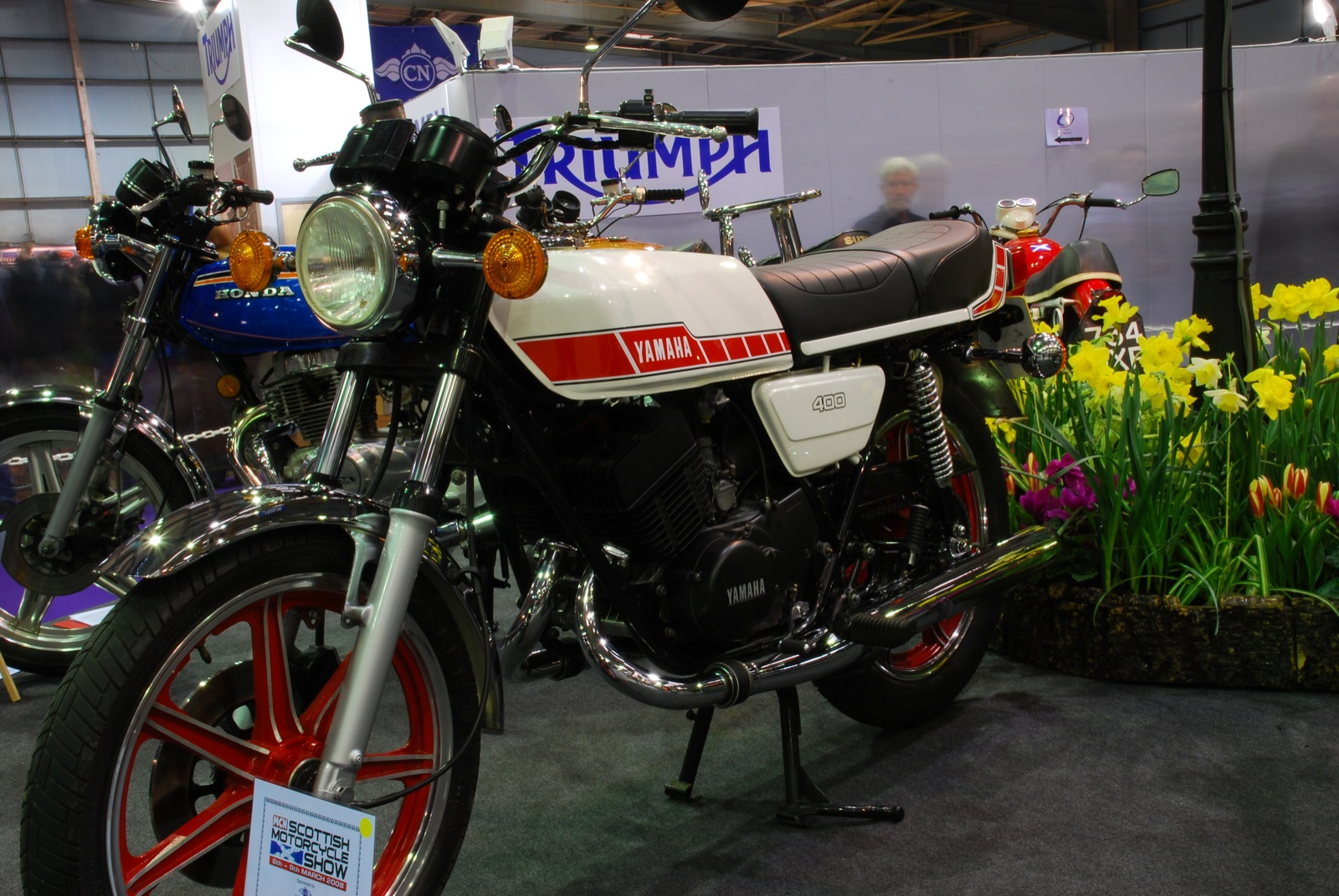
Yamaha RD 400

Questa moto fu prodotta dal 1976 al 1979, in tre versioni diverse, una normale, con l'espansione che somiglia a quelle attuali e con il silenziatore integrato, e il serbatoio squadrato, la versione "C" invece è identica alla normale, ma con l'espansione come quelle degli anni precedenti, dove più che un'espansione sembra un silenziatore per quattro tempi. 
L'ultima versione era la "F", uguale alla versione "C", ma con un serbatoio più lavorato e dalle linee più morbide.
La prima serie venne ottenuta partendo dal propulsore della 350 dove l'aumento di cilindrata venne dato dalla maggiorazione della corsa passata da 54 a 62 mm, mentre l'alesaggio rimase di 64mm.

## RD 500 LC
Si tratta di un modello direttamente ispirato alla moto da competizione Yamaha YZR 500 con cui la casa giapponese gareggiava nel motomondiale di quegli anni; è stata tra le prime "replica stradale" degli anni ottanta. Il suo motore era un due tempi V4 era molto prestazionale; ben equilibrata nella ciclistica poteva raggiungere prestazioni di tutto rispetto. Assolutamente fuori dall'ordinario numerose soluzioni meccaniche adottate, dai carter motore in magnesio all'ammortizzatore posteriore, dotato di articolazione progressiva ma ubicato sotto il motore, in posizione orizzontale, fra gli scarichi dei cilindri anteriori.